# Tatenen
Tatenen (andre stavemåder: Tatjenen eller Tathenen) var i det gamle Egyptens religion personifikation af det første land, urhøjen, der rejste sig fra havet Nun. Han var søn af Khnum, som skabte ham på sit pottemagerhjul. I Memphis smeltede han sammen med Ptah til Ptah-Tatenen. Han vistes ofte som en mand med skæg, og med en krone hvorpå der sad to vædderhorn, en solskive og to høje strudsefjer. Hans navn kan oversættes til "Ophøjet jord".